# AXES Payment
株式会社AXES Payment（AXES Payment Co., Ltd.）は、東京都渋谷区に本社を置く、インターネット上の有料サイトなどのクレジットカード決済を代行する企業である。2012年12月3日に株式会社ゼロから商号変更した。
2005年にライブドア（現LDH）の傘下（正確にはライブドアフィナンシャルホールディングス（現かざかフィナンシャルグループ）の子会社）となることで一度は合意したが、直後のライブドア事件により破談となった。